# Margot de Blanck
Margot de Blanck (La Habana, 8 de junio de 1903 - North Wales, 17 de mayo de 1991) fue una pianista cubana.
Margarita Juana de Blanck y Martín era la primera hija de Hubert de Blanck y su segunda esposa, Pilar Martín y Martín, seguida de Ernesto en 1906 y Olga en 1916. Estudió en el Conservatorio Nacional de Música y Declamación, fundado por su padre. A los quince años inició su carrera musical. Tocó varias veces en el Carnegie Hall de Nueva York y en otras ciudades estadounidenses. También ha actuado extensamente en Europa, América Latina y Cuba. Enseñó piano y vivió fuera de Cuba durante muchos años. Ernesto Lecuona le dedicó "La comparsa", una de sus obras más famosas. 
Estuvo casada con el médico viñalense Armando Justo Coro y de la Cruz, con el que tuvo un hijo en 1930.